# Circuit de Mirecourt
Le circuit de Mirecourt est un circuit automobile permanent, situé dans la commune de Juvaincourt, dans le département des Vosges et en région Grand Est, long de 3,750 km et de largeur de piste de 12 mètres.
Il a été construit sur le site de l'aéropôle de Mirecourt par deux entrepreneurs, Pierre et Damien Levorato.